# Synasellus exiguus
Synasellus exiguus là một loài chân đều trong họ Asellidae. Loài này được Braga miêu tả khoa học năm 1944.